# Girolamo Savonarola
 Girolamo Savonarola (ejtsd: Dzsirólamo Szavonaróla) teljes nevén: Girolamo Maria Francesco Matteo Savonarola) (Ferrara, 1452. szeptember 21. – Firenze, 1498. május 23.) itáliai domonkos szerzetes, prédikátor.
Bírálta a Medicieket bankhálózatuk miatt és a kicsapongó életet élő egyházat, főleg VI. Sándor pápát szabados életvitele okán. 
Elítélte a papi korrupciót, a despotikus uralmat és a szegények kizsákmányolását. Elsöprő erejű beszédeivel megszerezte a firenzeiek támogatását, majd a tömeg elűzte az uralkodó Mediciket, és köztársaságot hoztak létre. A pápa kiközösítése után máglyán égették meg.
Egyesek az előreformátorok közé sorolják, mások nem. Ma a katolikus egyház vértanúként tiszteli.

## Élete

### Kezdeti évei
Ferrarában, jómódú családban született, az apja kereskedő volt.
A ferrarai egyetemen doktorált a szabad művészetekben. A bölcsészettudományi mester cím megszerzése után megkezdte orvosi tanulmányait, amelyeket azonban félbehagyott, hogy a teológia tanulmányozásának szentelje magát.
23 évesen titokban elhagyta apja házát, és Bolognában ment, ahol 1475 tavaszán belépett a Domonkos-rendbe.
Két nappal később levelet írt az apjának, elmagyarázva távozásának okát:
Nem bírtam tovább Itália elvakult embereinek gonoszságát. Az erényt mindenütt megvetettnek láttam, a bűnöket pedig felmagasztalva. Naponta imát intéztem Istenhez, hogy szabadítson ki ebből. „Mutasd meg nekem az utat” – kiáltottam –, „az utat, amelyen járnom kell, mert Hozzád emelem lelkemet”, és Isten az Ő végtelen irgalmában megmutatta nekem az utat...
A kolostorban letette a rendjének megfelelő engedelmességi fogadalmat, majd egy év múlva pappá szentelték. Tanulmányozta Szt. Ágoston és Aquinói Tamás írásait, a Szentírást, a logikát, az arisztotelészi filozófiát és a tomista teológiát és vitákat folytatott.
1481-ben Firenzébe küldték, ahol a Szent Márk-kolostor lakója lett. A fiatal szerzetespap kezdeti beszédei a firenzei szószékről kudarcot vallottak. Első hírnevét 1486-ban tartott nagyböjti prédikációival nyerte el, amikor Bresciában prédikált a Jelenések könyvéről.
A következő néhány évben vándorprédikátorként élt és a bűnbánat és a reform üzenetével járta Észak-Olaszország városait.

### Firenzei prédikátorként
1490 nyarán, amikor megjelent a firenzei Szent Márk-templom szószékén, a nép már tolongott, hogy hallja őt. 1491-ben a kolostor perjelévé nevezték ki. A hely a rend megreformálásának központjává vált.
Korának romlottsága, amely a vallási, a politikai és a társadalmi téren általános volt, annyira felizgatta a lelkét, hogy mint hitszónok lépett fel, hogy útját állja a veszedelmes áramlatoknak és alapvető egyházi reformot szorgalmazott. Elragadó ékesszólással, kíméletlen hangon kezdte meg munkáját; az emberek csontja szinte reszketett a rettenetes túlvilágot hirdető szavaitól. Ostorozta a gazdag, elvilágiasodott és képmutató egyházi elöljárókat, a gazdag polgárság feslett életét és a krisztusi szegénységhez és alázathoz való visszatérést sürgette.
„Az Egyház reformját hirdetem, egyedül a Szentírást tartom útmutatónak.”  
Többek közt János első leveléről és a Jelenések könyvéről beszélt, és hatalmas tömegeket vonzott. Nevek említése nélkül éles célzásokat tett a nép szabadságával visszaélő zsarnokokra, és elítélte a gazdagokat és hatalmasokat, akik kizsákmányolják a szegényeket.
Bevonta beszédeibe a politikát is, és ennek alapján egy új, teokratikus köztársasági államformát ajánlott. Hallgatósága azonban két pártra szakadva, meddő harcba keveredett egymással. Annál nagyobb eredményt ért el erkölcsi tekintetben, mert a firenzei hatóságok az ő befolyásától indíttatva, még a mulatságokat is, és mindent, ami azokkal kapcsolatos, betiltottak.

### Firenze vezetőjeként
Ellenfelei – a Mediciek – elmenekülése után három éven át tartotta a kezében Firenze vallási irányítását, létrehozva ott egy aszketikus vallásos demokráciát.
Egyesek azt állítják, hogy teokratikus diktatúrát valósított meg a városban, pontosabb megfogalmazással inkább egy keresztény erkölcsi, krisztusi alapokra épülő köztársasági formát alakított ki a városban.
Egyházi beszédei még életében, 1496-ban megjelentek.

### A pápaság bírálójaként
1495-től élesen a pápa ellen fordult, a pápai udvar erkölcstelenségeit ostorozta.
VI. Sándor pápa először hallgatásra utasította. Erre Savonarola még nagyobb elszántsággal és kíméletlenséggel kezdett prédikálni az államegyház ellen, irataiban pedig felhívta az uralkodókat, hogy a bajok megszüntetésére hívjanak össze zsinatot.
1495-ben, amikor Firenze nem volt hajlandó csatlakozni VI. Sándor pápa franciák elleni Szent Ligájához, a Szentszék Rómába hívta. Nem engedelmeskedett, és tovább dacolt a pápával; tilalom mellett prédikált, reformkampányát körmenetekkel és az ún. hiúságok máglyájával emelte ki (ld. lejjebb).
„A pápa megparancsolhat, hogy tegyek valamit, ami ellentmond a keresztény szeretet törvényének vagy az evangéliumnak. De ha így parancsol, azt mondanám neki: te nem vagy a pásztor... Készülj fel Róma, mert nagyok lesznek (Istentől) a te büntetéseid.” 
A pápa egyházi eljárást indított ellene. Először a bíborosi kalap felajánlásával próbálta meg megnyerni. 
1496 augusztusában tartott beszédében Savonarola azonban kijelentette, hogy sem mitrája, sem bíborosi kalapja nem lesz, hanem csak az az ajándékkalap, amelyet Isten a szentjeinek ad: a vértől vörös kalap, a halál.
Ezután a pápa mindent elkövetett, hogy tevékenységét meggátolja.
1497-ben Savonarola a „minden kereszténynek, Isten választottjának” címzett iratában ismét megerősítette, hogy kész engedni az egyház tekintélyének, de elutasította, hogy alávesse magát felettesei parancsainak, ha azok ellentétesek Isten törvényeivel.

### A hiúságok máglyája
A prédikációi nyomán került sor 1497 és 1498 februárjában a firenzei bruciamentóra, a hiúságok elégetésére. A puritanizmus jegyében az úgynevezett hiúságok máglyáján tárgyak tízezreit [forrás?] égették el az Európában már korábban elterjedt szokásnak megfelelően.
A hét főbűn jelképeként hétlépcsős piramisként felépített máglyán égtek el az aszkétikus szemlélet által világi hívságokként, az erkölcstelenségek eszközeiként megbélyegzett tárgyak: tükrök, ékszerek, festmények, luxuscikkek, karneváli tárgyak, a művészetek és a szerencsejátékok eszközei, hangszerek, szépítőszerek, antik és a humanista írások, maszkok, parókák, kosztümök.

### Kivégzése

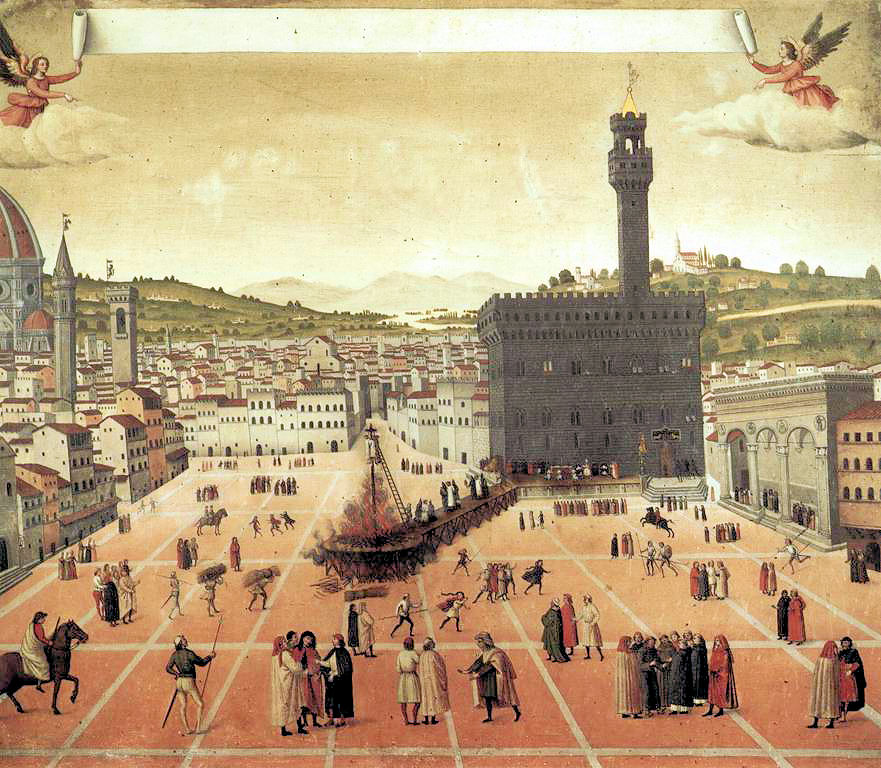
Ismeretlen festő: Savonarola kivégzése, 1498, Museo di San Marco, Firenze

1497 májusában VI. Sándor pápa kiközösítette eretnekség és lázadás miatt  és azt követelte, hogy a város vezetősége tartóztassa le őt.
A tűzpróba – amelyet egy rivális firenzei prédikátor javasolt 1498 áprilisában, hogy tesztelje Savonarola isteni küldetését – rosszul sikerült, és a nép ellene fordult. Őt és két támogató barátját bebörtönözték.
Megkínozták; végtagjai közül csak a jobb keze maradt épen, hogy a vallomását aláírhassa.
1498. május 23-án reggel két társával, Da Pescia Domonkossal és Maruffi Szilveszterrel együtt kivezették a főtérre (Piazza della Signorián), ahol felakasztották őket, miközben tüzet gyújtottak alattuk, hogy megégessék őket. Haláluk után – hogy híveiket megakadályozzák az ereklyegyűjtésben – hamvaikat a folyóba szórták.

## Emlékezete
A halála utáni napon nőket láttak imádkozni azon a helyen, ahol kiszenvedett, és mártírhelyére éveken át virágokat szórtak.
Kortársa, Pico della Mirandola az életrajzát Krisztus életrajzával hasonlította össze.

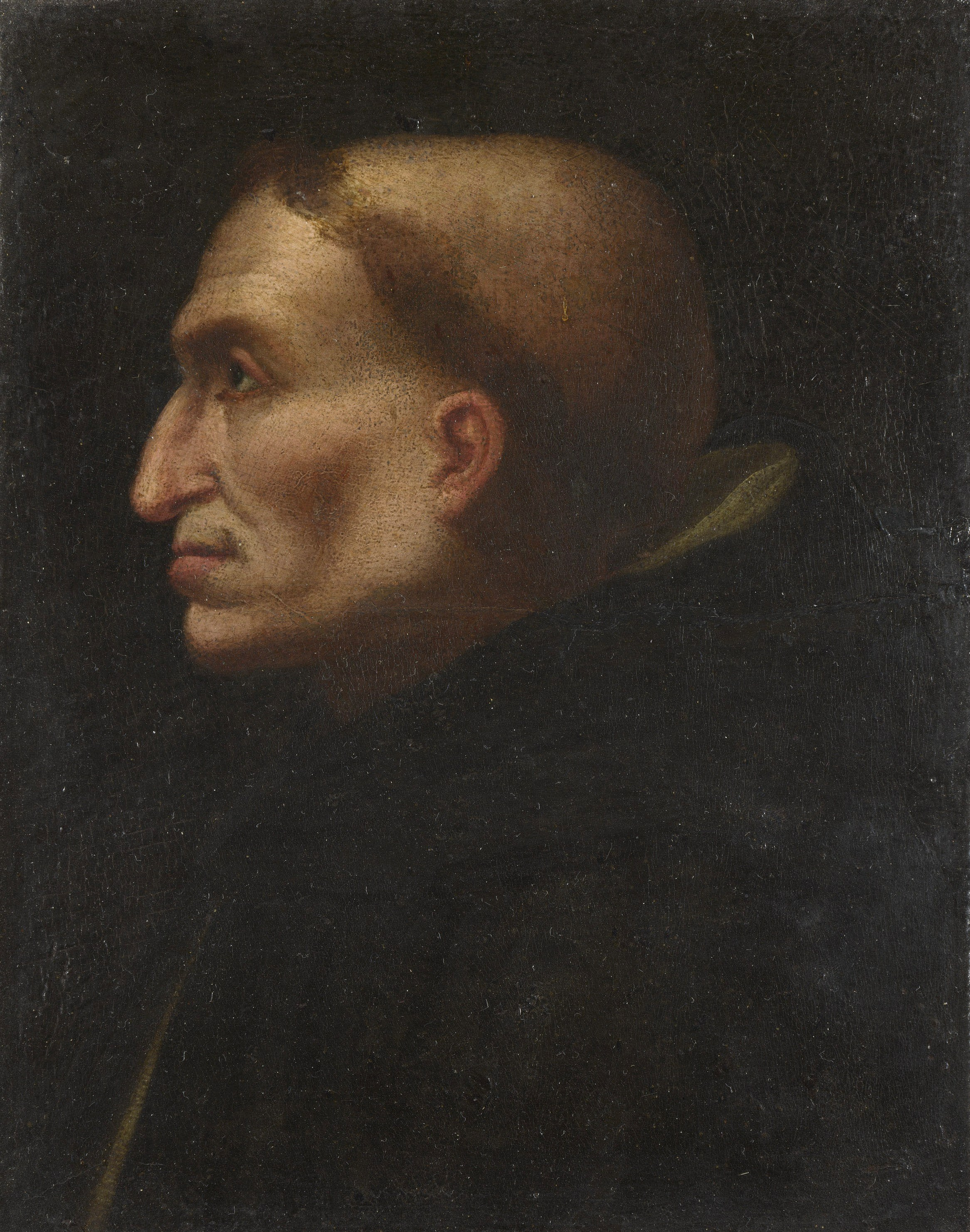
Girolamo Savonarola portréja, ismeretlen firenzei festő, 1520 k.

### Az újkorban
Savonarola portréját Raffaello festette föl II. Gyula pápa dolgozószobája falára a Disputa c. festmény részleteként már 1508-ban. Tanait 1558-ban rehabilitálták. Néri Szent Fülöp közbenjárására a Hittani Kongregáció megállapította, hogy írásainak tartalma megegyezik az Egyház tanításának szellemiségével.
A 16. századi tridenti zsinaton olyan intézkedéseket is keresztülvittek, amelyeket még Savonarola követelt Rómától.
A 16-17. században többször felmerült a szentté avatása; VIII. Kelemen, VIII. Orbán és X. Kelemen pápasága idején, de mindig megakadt a folyamat. A 18. században a szekularizáció gátolta ezt.
Bölcseleti és aszkétikus tartalmú iratainak egy része megjelent Lyonban 1633–40 között valamikor, és később, 1846-ban.

### 19–20. század
Ferrarában 1875-ben szobrot emeltek neki; másik nagy méretű szobrát Passaglio Firenzében a Palazzo Pubblicóban, 1881-ben állította fel.
A 19. század végén, a kivégzésének 400. évfordulója közeledtével a katolikusok, de főleg egyes domonkos rendi szerzetesek kezdeményezték szentté avatását, de ez erős ellenállásba ütközött, főleg a jezsuiták részéről, akik a pápának való szembeszegülését megbocsáthatatlan bűnnek tartják.
A szentté avatására irányuló eddigi kísérletek (1898-ban, halálának 400. évfordulóján; 1952-ben, születésének 500. jubileumán) nem jártak eredménnyel.

### Közelmúlt
Boldoggá avatásának folyamatát 1997 tavaszán indította el a firenzei érsekség.
A Katolikus Enciklopédia ma az Egyház megújulásának prófétáját, vértanút tisztel benne.

### A szépirodalomban
- Nikolaus Lenau írt róla eposzt, 1837-ben
- Nagy András: Savonarola (Magvető, 1980)
- Barabás Tibor: Máglyák Firenzében (Magvető, 1967, 1977, 1984)

## Vélemény
Fedeles Tamás a Történelemtanárok (16.) Országos Konferenciáján (2006) tartott előadásában, miután kijelenti, hogy Savonarola nem volt eretnek, a következőt írja: Savonarola a „személyiségéből fakadó állhatatossága, és nem utolsósorban konoksága révén azonban végső soron az egyik szerzetesi fogadalmát megszegte. Az engedelmesség különösen egy szerzetes esetében alapvető követelmény, melynek gyakorolása normál körülmények között nem okoz különösebb nehézségeket. A rendkívüli helyzetekben mutatkozik meg igazán, hogy az illető meg tudja-e valósítani ezt az erényt. Savonarola ezt nem tudta megtenni, és elfogulatlanul szemlélve a dolgokat az a körülmény sem menti fel, hogy éppen VI. Sándorral szemben tagadta meg az engedelmességet, amikor a kiközösítés ellenére prédikált.”

## Magyarul
- Savonarola Beszéde az egyház reformációjáról; ford. Paulik János; Igehirdető, Nagybánya, 1910
- Savonarola elmélkedései a börtönben a Miserere zsoltárról; ford. Huszár Elemér; Szt. István Társulat, Bp., 1921
- Savonarola versei; ford. Pakocs Károly; Bonaventura Ny., Kolozsvár, 1939
- Prédikációk Aggeus prófétáról / Értekezés Firenze város rendjéről és kormányzatáról; ford. Száraz Orsolya, Pete László; Attraktor, Máriabesnyő-Gödöllő, 2002

## Bibliográfia
- Annalia Conventus Sancti Marci de Florentia, codice San Marco 370, Biblioteca Laurenziana, Firenze
- P. Villari, La storia di Girolamo Savonarola e de' suoi tempi, Firenze, 1930
- J. Schnitzer, Savonarola, Milano, 1931
- Anonimo (Pseudo fra Pacifico Burlamacchi), La vita del Beato Ieronimo Savonarola, Firenze, 1937
- G. Savonarola, Edizione Nazionale delle Opere, Roma, 1953
- R. De Maio, Savonarola e la curia romana, Roma, 1969
- G. Cattin, Il primo Savonarola, Firenze, 1973
- R. Ridolfi, Vita di Girolamo Savonarola, Firenze, 1974
- D. Weinstein, Savonarola e Firenze. Profezia e patriottismo nel Rinascimento, Bologna, 1976
- F. Cordero, Savonarola, Bari, 1988
- I. Cloulas, Savonarola o la rivoluzione di Dio, Casale Monferrato, 1998
- R. Klein, Il processo di Girolamo Savonarola, Ferrara, 1998
- F. Guicciardini, Storie fiorentine, Milano, 1998
- R. Ridolfi, Prolegomeni e aggiunte alla Vita di Girolamo Savonarola, Firenze, 2000 ISBN 88-87027-86-2